# Nicolò dell'Abate
Nicolò dell'Abate (Modena, 1510 circa – Fontainebleau, 1571) è stato un pittore italiano, specializzato nel genere della decorazione di carattere profano e cortese.

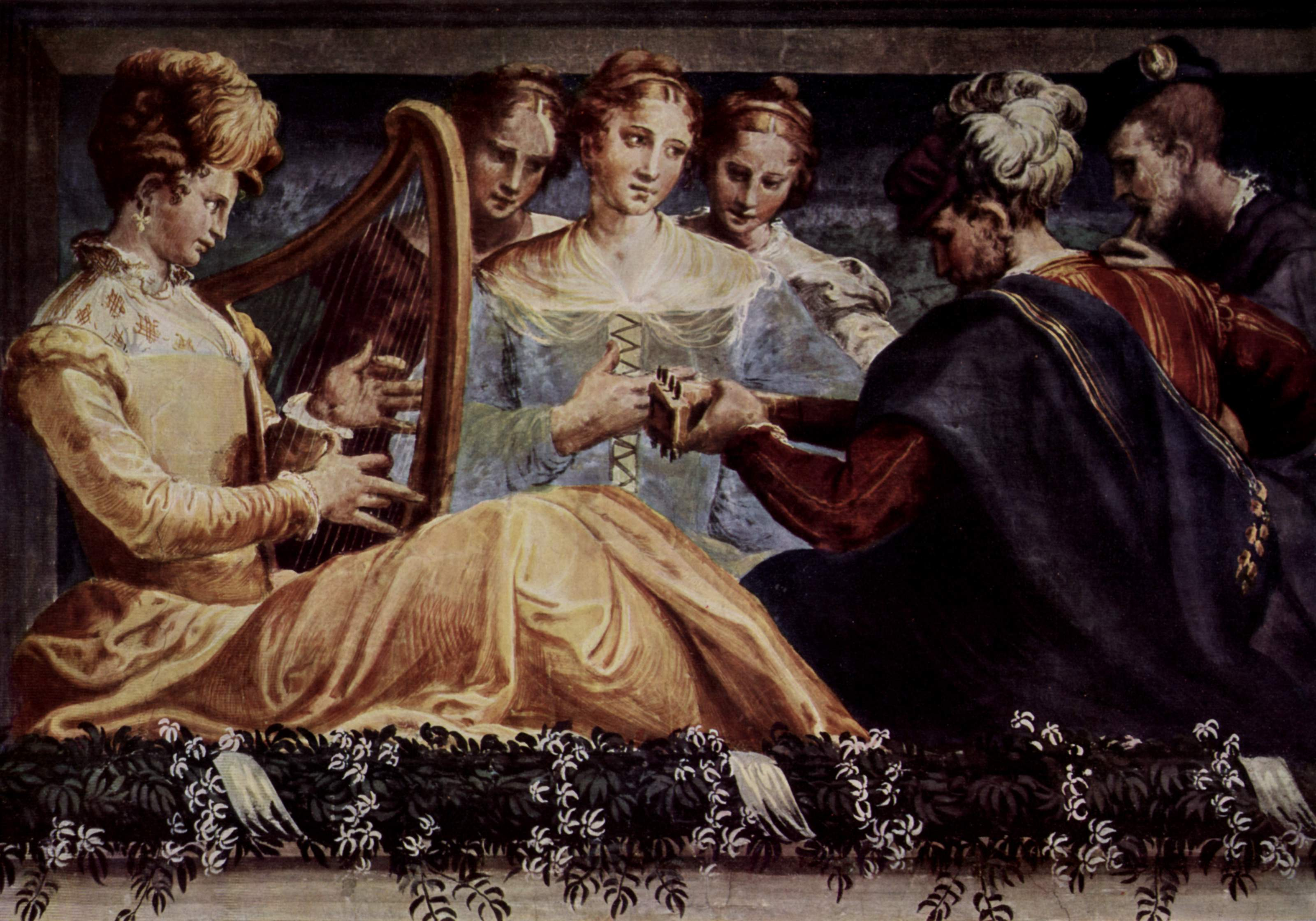
Affresco, presso Museo di Palazzo Poggi, Bologna

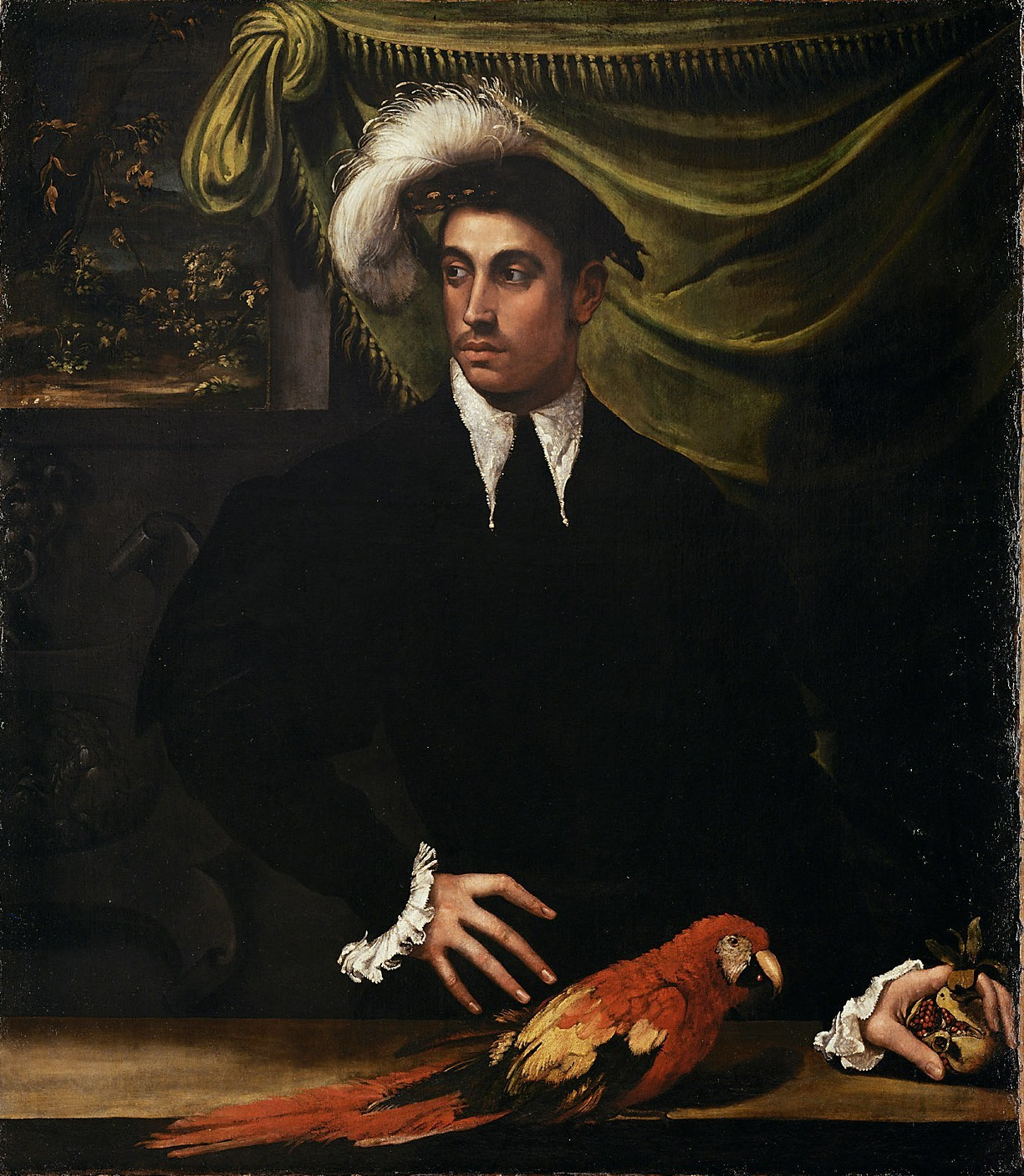
Nicolò dell'Abate, Ritratto di giovane uomo, Vienna

Appartenente alla famiglia Abate, ne è considerato il maggiore esponente; fu inoltre uno dei fondatori della scuola di Fontainebleau, dalla quale prese le mosse il cosiddetto Rinascimento francese.

## Biografia
Nacque a Modena, forse nel 1509 o nel 1512. La sua formazione avvenne prima, presso il padre, lo scultore Giovanni, e poi sotto Antonio Begarelli, plasticatore modenese che si rifaceva ad un classicismo di matrice raffaellesca e correggesca. La sua prima opera documentata, in collaborazione con Alberto Fontana è la decorazione delle Beccherie a Modena del 1537, di cui restano nella Galleria Estense della cittadina alcuni frammenti: Concerti, Allegorie e un San Giminiano. Roberto Longhi gli attribuisce, verso questo periodo, la Madonna col Bambino e i santi Pietro e Paolo custodita nella chiesa modenese di San Pietro, nella quale era anche la pala con Il Martirio dei santi Pietro e Paolo, passata a Dresda e distrutta durante la seconda guerra mondiale, nella quale erano presenti riferimenti alla pittura del Correggio e in particolare del Parmigianino, fondamentali per lo sviluppo di tutta la sua pittura. 

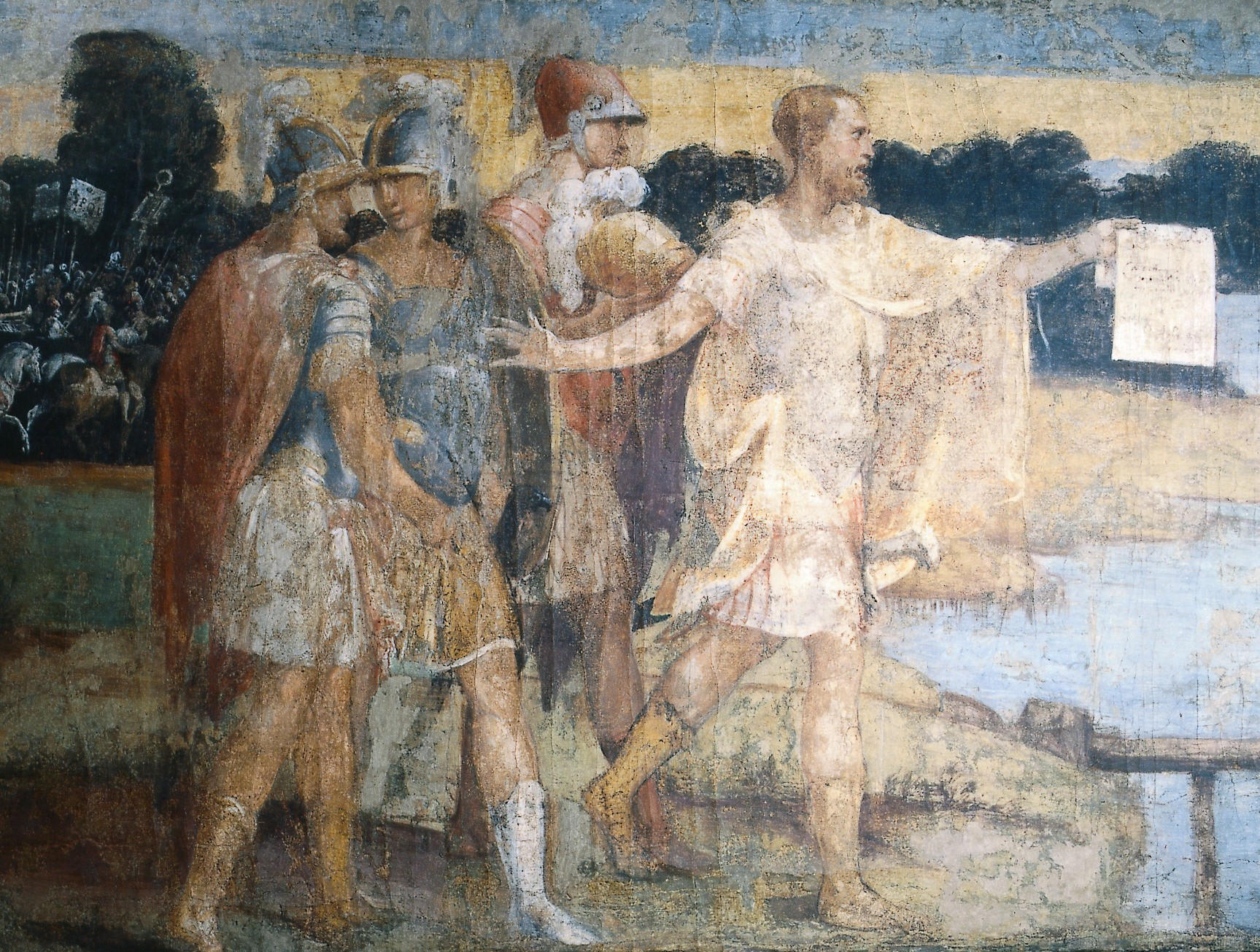
Nicolò dell'Abate, Incontro di Bruto e Ottaviano sulle sponde del fiume Lavino, part., Sala del Fuoco, Palazzo Comunale (Modena)

Dal 1539 possiede una propria bottega autonoma, e lavora per il territorio circostante. Verso il 1540 decora all’interno della rocca di Scandiano il Camerino dell’Eneide e la Sala del Paradiso, con il grande Convito degli Dei sul soffitto, le vele con Personaggi musicanti e le lunette con paesaggi. I canti dell’Eneide, staccati nel XVIII secolo, sono esposti nella Galleria Estense di Modena (oggi in deposito al Palazzo Ducale di Sassuolo nella sala Piccola del Ricovero). Altre serie di dipinti murali che realizzò nella Rocca di Scandiano, i cui soggetti sono stati riconosciuti di recente, sono le Storie di donne romane e la Storia di Prasildo e Tisbina, tratta dall’Orlando Innamorato di Matteo Maria Boiardo.
Intorno al 1545 realizza la decorazione della rocca di Sassuolo con Storie romane e dell'Orlando furioso, andate perdute. Tra il 1540 e il 1543 realizza dipinti murali nella rocca Meli Lupi di Soragna e a Busseto. Nel 1546 a Modena, decora la Sala del Fuoco del Palazzo Comunale con episodi di storia romana. 
È a Bologna tra il 1548 ed il 1552 dove lavora alla decorazione di palazzi privati: Palazzo Torfanini, con Scene dell'Orlando Furioso, oggi alla Pinacoteca Nazionale di Bologna e a Palazzo Poggi - attuale sede della Biblioteca dell'Università - con i fregi nelle stanze di Camilla, dei Paesaggi, dei Concerti, delle Fatiche di Ercole e dei Putti vendemmianti. Verso il 1552 dipinse la Caduta di San Paolo, conservata a Vienna al Kunsthistorisches Museum.

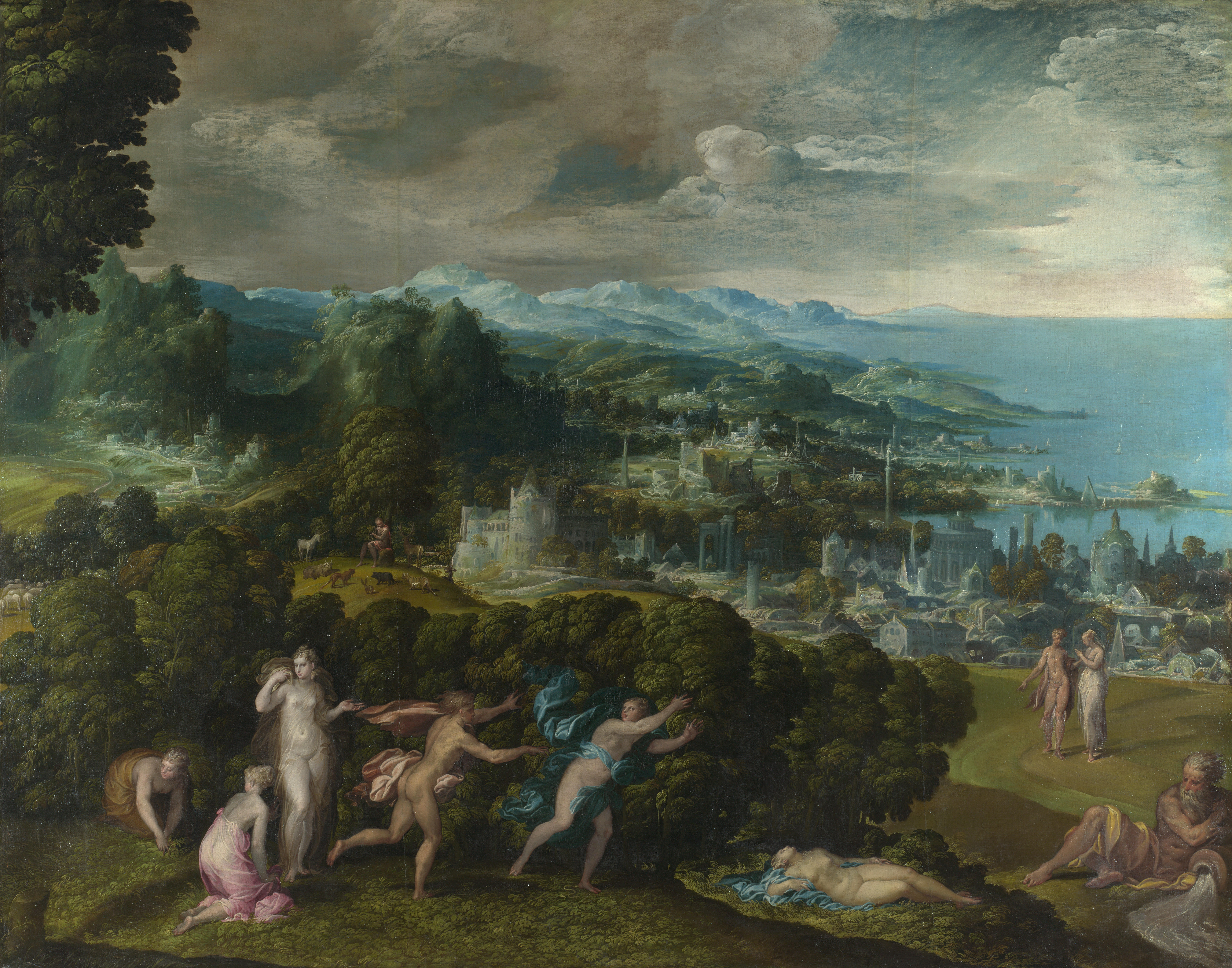
La morte di Euridice (periodo francese)

Su segnalazione di Francesco Primaticcio, nel 1552, viene invitato dal re Enrico II di Francia a lavorare nel Palazzo di Fontainebleau, qui collabora col Primaticcio alla decorazione della Salle de Bal, nel 1554 e della Galerie d'Ulysse, tra il 1559 e il 1560. In questo periodo l'artista lavora con diversi materiali e tecniche realizzando tra l'altro disegni per smalti, arazzi e apparati effimeri. Tra il 1552 e il 1556 lavora al castello di Fleury-en-Bière. Nel 1556 lavora nel castello di Beauregard e a Écouen. Tra il 1556 e il 1560 lavora a Parigi alla distrutta cappella dei Guisa per il connestabile di Montmorency.
Tra il 1567 e il 1571 lavora all'Hôtel du Faur. A Fontainebleau, esegue la decorazione della Chambre du Roi e della Chambre de la Duchesse d'Étampes nel 1570, dove muore nel 1571. Nel periodo francese dipinse pure Morte di Euridice, conservata nella National Gallery di Londra.
Suoi figli sono i pittori Giulio Camillo, forse anche Cristoforo, conosciuto in Francia come Christophe Labbé, e un Giovanni dell'Abate, del quale si ha qualche notizia a Parigi dal 1585 al 1593.
Nel gennaio 2003, nell'ambito di studi per la ristrutturazione della Rocca di Scandiano, sono emerse pitture di Nicolò dell'Abate, appartenenti alla Stanza del Paradiso.
Attualmente è in corso il restauro della sala a cura dell'Opificio delle pietre dure di Firenze, che dovrebbe terminare nel corso del 2007. Gli atti del convegno tenuto a Scandiano il 10 giugno del 2005 sono stati pubblicati nel volume I luoghi di Nicolò dell'Abate, pitture murali e interventi di restauro (Interlinea, Novara, 2007).